# Jean-Louis Trintignant
Jean-Louis Trintignant (n. 11 decembrie 1930, Piolenc, Provence-Alpes-Côte d'Azur, Franța – d. 17 iunie 2022, Collias, Occitanie, Franța) a fost un actor de film francez.

## Biografie

Jean-Louis Trintignant cu fiica sa Marie Trintignant

## Filmografie
- 1955 Dacă toți tinerii din lume... (Si tous les gars du monde...), regia Christian-Jaque
- 1956 Și Dumnezeu a creat femeia (Et Dieu… créa la femme), regia Roger Vadim
- 1959 Vară violentă (Estate violenta), regia Valerio Zurlini
- 1960 Austerlitz, regia Abel Gance
- 1962 Depășirea (Il sorpasso), regia: Dino Risi
- 1965 Compartimentul ucigașilor (Compartiment tueurs), regia Costa-Gavras
- 1965 Minunata Angelica (Merveilleuse Angélique), regia Bernard Borderie
- 1966 Arde Parisul? (Paris brûle-t-il?), regia René Clément
- 1966 Un bărbat și o femeie (Un homme et une femme), regia Claude Lelouch
- 1968 L'Amour à cheval (La matriaca) de Pasquale Festa Campanile
- 1969 Noaptea mea cu Maud (Ma nuit chez Maud), regia Éric Rohmer
- 1969 Z, regia Costa-Gavras
- 1970 Conformistul (Il conformista), regia Bernardo Bertolucci
- 1970 Golanul (Le Voyou), regia Claude Lelouch
- 1972 Atentatul (L'attentat), regia Yves Boisset
- 1972 Goana iepurelui peste câmp (La Course du lièvre à travers les champs), regia René Clément
- 1975 Povestea unui polițist (Flic Story), regia Jacques Deray
- 1976 Deșertul tătarilor (Il deserto dei tartari), regia Valerio Zurlini
- 1983 Crima (La Crime), regia Philippe Labro
- 1983 De-ar veni odată duminica! (Vivement dimanche !), de François Truffaut
- 1984 După bunul plac (Le Bon Plaisir), regia Francis Girod
- 1984 Femeile nimănui (Femmes de personne), regia Christopher Frank
- 1986 Un bărbat și o femeie: după douăzeci de ani (Un homme et une femme : vingt ans déjà), de Claude Lelouch
- 1995 Orașul copiilor pierduți
- 2004 Nemurire